# Glare-Type-Display
Als Glare-Type-Displays (aus dem Englischen für Bildschirmtyp mit glänzender oder blendender Oberfläche) werden Flachbildschirme bezeichnet, die eine stark reflektierende Oberfläche besitzen.

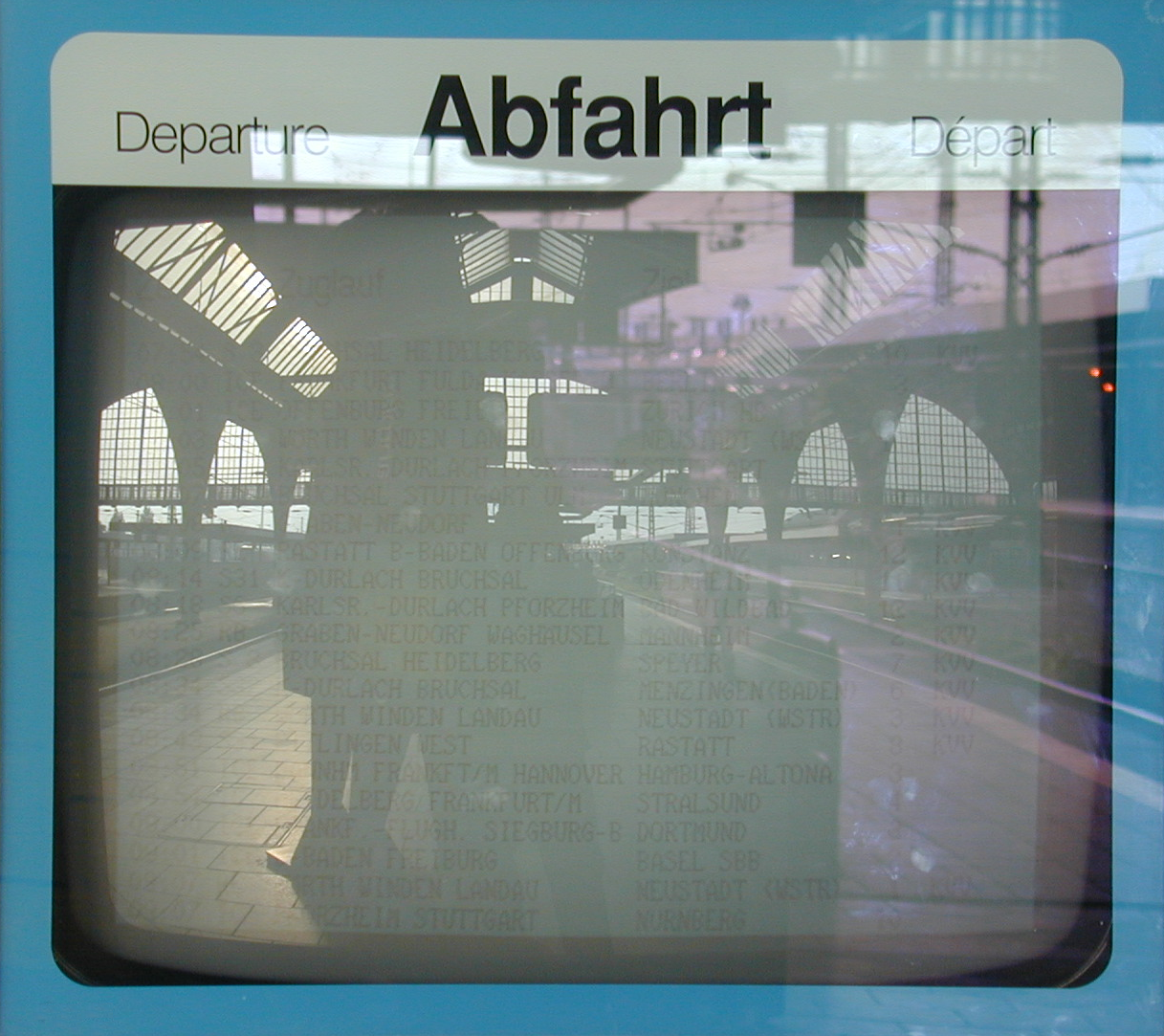
Eisenbahnfahrplan auf einem Röhrenmonitor mit reflektierender vandalismushemmender Frontscheibe, die deutlich erkennbar Reflexionen von Umgebungslichtquellen (Himmel, Lampen) zeigt. Die Informationen können nur in Regionen mit Schatten gelesen werden

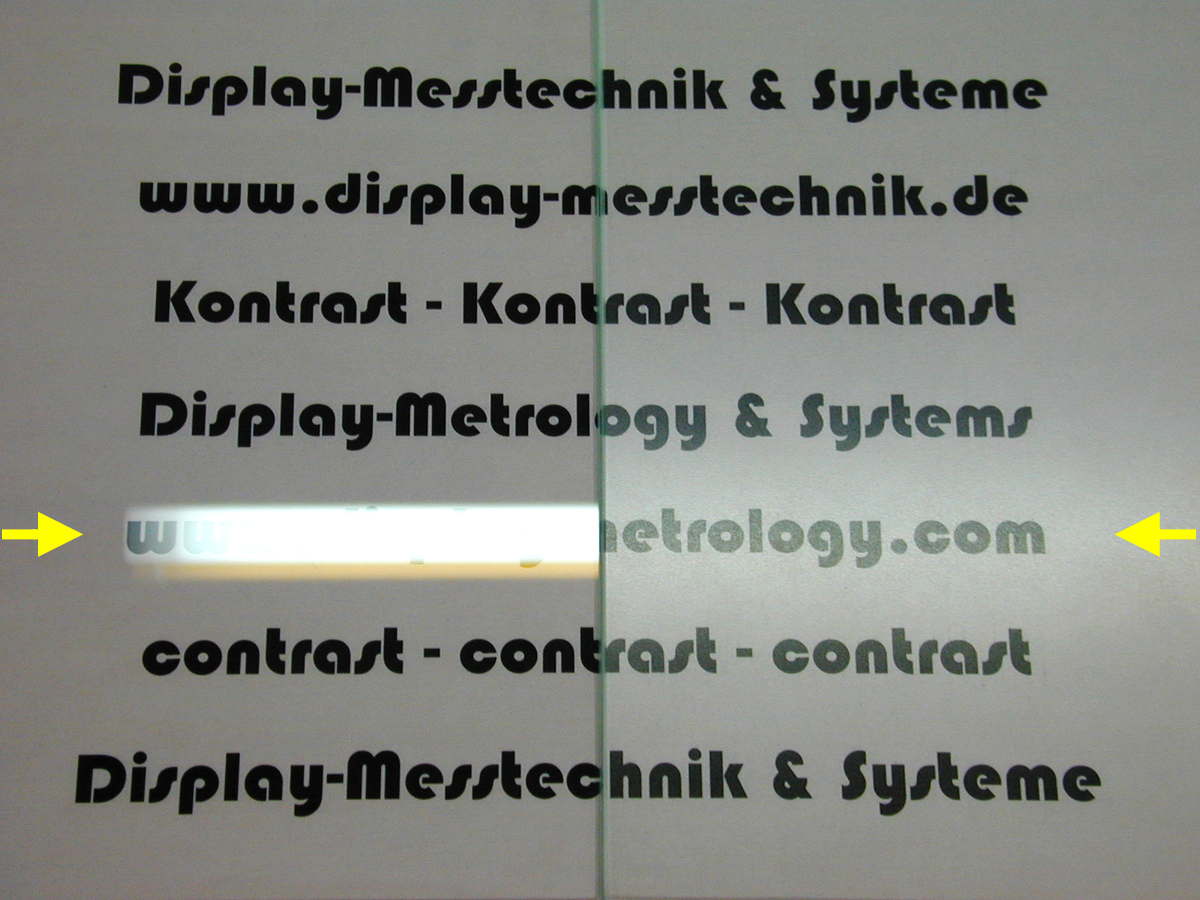
Vergleich eines Glare-Type-Displays (links) mit einer mattierten Paneloberfläche (rechts); der Lichtreflex (gelbe Pfeile) stammt von einer Leuchtstoffröhre

## Besonderheiten
TFT-Panels von Flachbildschirmen bestehen hauptsächlich aus Glas und haben somit von Haus aus eine glatte, reflektierende Oberfläche. Die Mattierung traditioneller Flachbildschirme wird durch eine spezielle diffuse Beschichtung erreicht, welche das Umgebungslicht streut. Bei Glare-Type-Displays fehlt diese Beschichtung. Auf Displayreparaturen spezialisierte Firmen bieten mittlerweile auch ein nachträgliches Laminieren dieser Spezialfolien an, sodass sich glänzende Bildschirme auch nachträglich entspiegeln lassen. Hersteller von Glare-Type-Displays werben mit höheren Kontrastwerten, da die matte Oberfläche traditioneller Flachbildschirme das Kontrastverhältnis verringert. Speziell bei harten Übergängen zwischen extremen Helligkeitsunterschieden (z. B.: Schwarz → Weiß) ist die fehlende Streuung sichtbar. Da es sich bei Glare-Type-Displays aber meist um Flüssigkristallbildschirme mit einfachen TN-Panels handelt, ist der Kontrastumfang derlei Panels nicht mit höherwertigen IPS- und VA-Panels zu vergleichen.
Wegen der häufig starken Spiegelungen sind Glare-Type-Displays ergonomisch bedenklich und nicht für das Arbeiten in Umgebungen mit starken Lichtquellen geeignet. Besonders im beruflichen Umfeld sind spiegelnde Displays schon wegen der Anforderungen im Anhang der Bildschirmarbeitsverordnung (BildscharbV) besonders zu prüfen. Allerdings werden bei manchen Glare-Type-Displays getönte Folien verwendet, deren Beschichtung zu einer weniger deutlich wahrnehmbaren direkten Blendung des Anwenders führt.

## Normen
Die Arbeitsstättenverordnung (Grundlage: Europäische Bildschirmrichtlinie 90/270/EWG) fordert, dass Bildschirme weitgehend frei von Reflexionen und Spiegelungen sein müssen. Das gilt jedoch nur für sog. Bildschirmarbeitsplätze.
Die Norm ISO 9241-7 (Ergonomische Anforderungen für Bürotätigkeiten mit Bildschirmgeräten – Teil 7: Anforderungen an visuelle Anzeigen bezüglich Reflexionen) formuliert dafür geeignete Messverfahren und Anforderungen. Monitore werden danach in drei unterschiedliche Reflexionsklassen eingeteilt.
Die Klasse I mit den geringsten Reflexionen ist geeignet für den allgemeinen Bürogebrauch. Klasse II mit weniger günstigem Reflexionsverhalten ist nicht für alle Büroumgebungen geeignet. Klasse III, der die Glare-Type-Displays angehören, erfordert eine spezielle, kontrollierte Umgebungsbeleuchtung für den Gebrauch.

## Kritik
Die auf Glanz getrimmten Bildschirmtypen bieten zwar einen „subjektiv“ höheren Kontrasteindruck als Anti-Glare-Type-Displays, da die maximale Helligkeit leicht ansteigt und das Display mit einer Hochglanzschicht veredelt wird. Der Schwarzwert bleibt aber auf gleicher Höhe, weshalb der wirkliche Kontrast kaum ansteigt. Die spiegelnde Bildschirmoberfläche erschwert aber sowohl bei wechselnden als auch bei seitlichen und schräg von oben strahlenden Lichtquellen ein ermüdungsfreies Ablesen des Monitorbildes (etwa im Freien, in hellen Büroräumen oder in Zügen).
Was den ambitionierten Computerspieler oder Video-Konsumenten bei gedimmtem Umgebungslicht wohl wenig stören dürfte, ist aber bei einem Arbeitsplatz problematisch. Es dürfte in üblichen Büroumgebungen und unter Einhaltung der gültigen Bildschirmarbeitsplatzverordnung schwerfallen, eine Einstellung für den Bildschirm zu finden, bei der sich helle Flächen nicht auf der Oberfläche spiegeln (wie beispielsweise Lampen, Fenster oder helle Wände hinter dem Benutzer, helle Kleidung, Gesicht usw.). Für die professionelle und semiprofessionelle Bildbearbeitung sind Glare-Type-Displays in der Regel ungeeignet, da es sich meist um TN-Panels handelt, welche in der Regel bislang nicht die benötigte und praxisrelevante Farbechtheit liefern können. Insbesondere die Darstellung von Pastelltönen und hellen Grauverläufen ist häufig schlechter als sonst üblich. Eine Anpassung der Gradationskurve in den Einstellungen der Grafikkarte kann dies aber teilweise kompensieren.

## Markenbezeichnungen
Die Glare-Type-Displays werden unter einer Vielzahl von marken- oder herstellerspezifischen Bezeichnungen vertrieben, wie z. B. BrightView, Clear Bright, Clear SuperView, Color Shine, Crystal Shine, CrystalBrite, Crystal View, SuperFine, TruBrite, TrueLife, UltraBright, UltraSharp, VibrantView, XBrite, X-black.
| Hersteller | Bezeichnung                                        | TFT-Monitore mit spiegelnder Oberfläche |
| ---------- | -------------------------------------------------- | --- |
| Acer       | CrystalBrite Technology                            | H6-Serie, AL 1951 ES, P193W, P193Ww, P223Ww, P223W, G24, AL 2251 WS, P194WA, P224W, P244W, P224W (ältere Modelle: X192W, X193W, X222, P223WBdh) |
| Apple      | Glossy Display                                     | MacBook, MacBook Air, MacBook Pro (beim 15-Zoll-Modell und 17-Zoll-Modell optional entspiegelt), iMac                                           |
| AOC        | Bright Glossy Panel                                | 2230Fh, 2230Fm, 2218Ph |
| Asus       | Colo(u)r Shine/Crystal Shine Technology/Glare Type | VW192C, W3000V, W3400V |
| Belinea    | keine                                              | nur in Notebooks |
| BenQ       | Polish display                                     | FP71V+ |
| Dell       | TrueLife                                           | SP1908FP, Dell 17R, N7110 |
| Fujitsu    | Crystal View/SuperFine/BrilliantView               | Scaleoview D22W-1G |
| Gateway    | UltraBright                                        | in Notebooks |
| HP         | BrightView                                         | USA: w1707, w1907, w2007, w2408h, w2558hc; EU: w19b, w1907v, w2007v, w2207, w2207h, w2210i, w2408, w2448hc, w2509m, w2558hc                     |
| Iiyama     | Glare-Panel                                        | ProLite X486S |
| Lenovo     | VibrantView                                        | nur in Lenovo 3000, Ideapad Notebooks und Thinkpad Edge Notebooks, auch bei manchen SL-Series                                                   |
| LG         | TFT-LCD Aktiv Matrix Glare                         | L245WP |
| Medion     | Glare Display                                      | in Notebooks |
| Samsung    | MagicBright3, Glare (Monitore)                     | Art Series: 2032GW, 2232GW, 2232GWPLUS (Achtung, Superbright gibt es als Matt und Hochglanz)                                                    |
| Sony       | Xbrite/X-black/Clear Bright                        | u. a. in Notebooks, auch entspiegelte Varianten erhältlich                                                                                      |
| Toshiba    | TruBrite/Clear SuperView                           | bei Notebooks |

## Markenbezeichnungen matter Anzeigen
Auch matte Anzeigen werden mit speziellen Bezeichnungen beworben.
| Hersteller | Bezeichnung der matten Oberfläche                                                | verbaut |
| ---------- | -------------------------------------------------------------------------------- | --- |
| Acer       | Comfy View                                                                       | in Business-Notebooks der Serie Travelmate |
| Dell       | reflexionsarm, Antireflex, Anti-Glare                                            | fast immer in den Serien Latitude, Precision und Vostro; in der Inspiron-„Special-Edition“-Notebook-Linie bei der Full-HD-Variante                                                   |
| Fujitsu    | Non-Glare, Anti-Glare, verschiedene Anti-Glare-Qualitäten (Standard und Premium) | bevorzugt in Businessrechnern; bei allen externen Monitoren (Stand Juni 2012); in Celsius Mobile Workstations, in Notebooks aus dem Superior- und Advanced-Bereich (Stand Juni 2012) |
| HP         | mutmaßlich „blendfreies HD-Display“                                              | — |
| Lenovo     | AntiGlare                                                                        | beispielsweise in der Y50 Touch Serie (Stand September 2015) |
| Samsung    | Zusatz „matt“ oder „entspiegelt“                                                 | — |
| Sony       | Vaio-Display Plus, uneindeutig bei „Vaio Display Premium“                        | vom Kunden konfigurierbar im Sony Store Online |
| Toshiba    | „entspiegelter Hochhelligkeits-Bildschirm“, matte Displays als Option            | in Tecra Notebooks; bevorzugt in B2B-Geräten, Ultrabook-Modelle der Z830- und Z930-Serien                                                                                            |